# Castel Maggiore
Castel Maggiore (Castèl Mażåur in dialetto bolognese; a volte indicato erroneamente come "Castelmaggiore") è un comune italiano di 18 550 abitanti della città metropolitana di Bologna in Emilia-Romagna, situato a circa nove chilometri a nord rispetto al centro storico del capoluogo. Fa parte dell'Unione Reno Galliera.

## Geografia fisica

### Territorio
Il comune è attraversato dal Canale Navile, che da Bologna giunge fino a Malalbergo (per una lunghezza complessiva di 33 km). Piacevole si rivela passeggiare lungo le rive del canale, in particolare nei pressi dell'antico palazzo del sostegno, con timpano triangolare e altorilievo neoclassico. Anche il Lungoreno offre la possibilità di percorsi naturalistici di interesse, in particolare a Trebbo di Reno.

### Clima
- Classificazione climatica: zona E, 2224 GR/G

## Storia
I primi testi che parlano dell'esistenza del Comune, anticamente chiamato Castaniolo, risalgono a documenti dell'XI secolo. L'edificio più antico ancora presente nel territorio comunale è la chiesa (ormai non più ufficiata) dedicata a San Biagio, nella zona industriale (via di Saliceto, incrocio con via Stradellaccio). Di costruzione romanica, dalla semplice architettura, è affiancata da un tozzo campanile, non particolarmente alto, ma di un certo fascino.
In seguito Castaniolo venne caratterizzato dall'appellativo Maggiore, per distinguerlo dalla località Castagnolo Minore del comune di Bentivoglio.
La leggenda narra che il nome derivi da un grosso tronco di castagno che sarebbe stato trasportato sul territorio comunale dal Canale Navile.
Il 3 giugno 1818 viene ufficializzato dalle autorità pontificie il cambio di nome da Castagnolo Maggiore a Castel Maggiore in seguito alla crescita urbanistica che il paese attraversa all'inizio dell XIX secolo.
Il paese subì notevoli bombardamenti durante la seconda guerra mondiale a causa del passaggio della ferrovia Bologna-Padova.

### Simboli
Lo stemma è descritto:
Lo stemma fu adottato nel 1851, come allegoria dell'industria. Gli smalti sono ripresi dallo stemma di Bologna. Dal 2007 lo scudo si fregia degli ornamenti esterni da Città.
Il gonfalone è un drappo di rosso.

## Monumenti e luoghi d'interesse

### Architetture religiose
Di rilievo sono la chiesa di San Giovanni Battista del Trebbo, nella frazione omonima e quella di San Biagio di Saliceto, il più antico edificio in assoluto nel territorio del comune. Altre chiese parrocchiali sono quelle di Sant'Andrea Apostolo di Castel Maggiore, di San Bartolomeo Apostolo di Bondanello, di Santa Maria Assunta (nella frazione di Sabbiuno).

### Architetture civili
Castel Maggiore non può vantare particolari emergenze storico-artistiche o monumenti di rilievo di natura pubblica, tuttavia il territorio comunale ospita edifici privati di notevole interesse. In particolare, meritano una citazione:
- Torre Frascari, grattacielo di 25 piani e 87 metri di altezza.
- Torre di via San Pierino, dalla base rettangolare. Attorno all'edificio sono state rinvenute sepolture di monache.
- Villa Gelmi - Belvedere, ascrivibile stilisticamente alla prima metà del Settecento, sorta probabilmente su un preesistente edificio cinquecentesco[12]. L’edificio principale ha una pregevole facciata sottolineata da una doppia scalinata e da una bella torretta centrale; ai lati sono disposte simmetricamente due case coloniche e, più all’esterno, due torri tozze e basse. Di proprietà privata, è stata oggetto di un intervento di ristrutturazione all'inizio degli anni 2000[13].
- Villa Isabella, tipica villa bolognese d'età barocca, di cui conserva ancora interessanti affreschi nella loggia passante ed in alcune stanze al piano terreno, oltre a svariate statue nel giardino e un laghetto artificiale con isoletta (oggi privo di acqua).
- Villa Salina Malpighi, che ora ospita strutture di proprietà della Regione, dal caratteristico cancello sormontato da sfingi. Si trova nella frazione Primo Maggio, a sud del centro di Castel Maggiore.
- Villa Zarri, cinquecentesca ma rimaneggiata nel Settecento, con ampio giardino disseminato di statue, sede anche di una piccola azienda produttrice di brandy di qualità.

## Geografia antropica

### Frazioni

#### Boschetto
La frazione Boschetto è situata a nord-ovest del comune di Castel Maggiore. Vi risiedono 27 abitanti.

#### Primo Maggio
Primo Maggio è una piccola frazione a sud del comune. Confina direttamente con il quartiere Corticella del Comune di Bologna, con il quale condivide la Stazione di Bologna Corticella. È presente la Villa Salina. Da qui hanno inizio i tratti "Primo Maggio - Trebbo" e "Bologna - Galliera" della Bicipolitana di Bologna. 

#### Sabbiuno di Piano
Piccolo agglomerato di case ad est del capoluogo, passata la strada via Saliceto. L'aggettivo "di Piano" è dato per non confonderla con altra Sabbiuno (di Monte) posta esattamente dall'altra parte della provincia di Bologna, vicino a Sasso Marconi.

#### Torre Verde
La frazione Torre Verde è situata a nord della frazione Trebbo ed a sud della località Garluda e della frazione Boschetto.

#### Trebbo di Reno
Trebbo di Reno prende il suo nome dall'omonimo fiume che lo attraversa e dal luogo dove s'incontrano tre vie, che nel passato presero i nomi di Triplum, poi Tribium, ed infine nel Medioevo Tribblum, e dalla corruzione di tali nomi si ottenne quello attuale di Trebbo. Si trova a sud-ovest di Castel Maggiore e a pochi chilometri, fuori Porta delle Lame, dal Comune di Bologna.
Nel territorio di questa frazione si trovano la Chiesa parrocchiale di San Giovanni Battista del Trebbo e il Parco della Pace. All'interno di quest'ultimo è presente il percorso pubblico di ciclocross "Bikepark Fortinbike", un progetto realizzato nell'ambito del bilancio partecipativo del Comune.

## Società

### Evoluzione demografica
Abitanti censiti

### Istituzioni, enti e associazioni
Nel territorio di Castel Maggiore è sita la caserma "Montezemolo" del Reggimento genio ferrovieri.

## Infrastrutture e trasporti

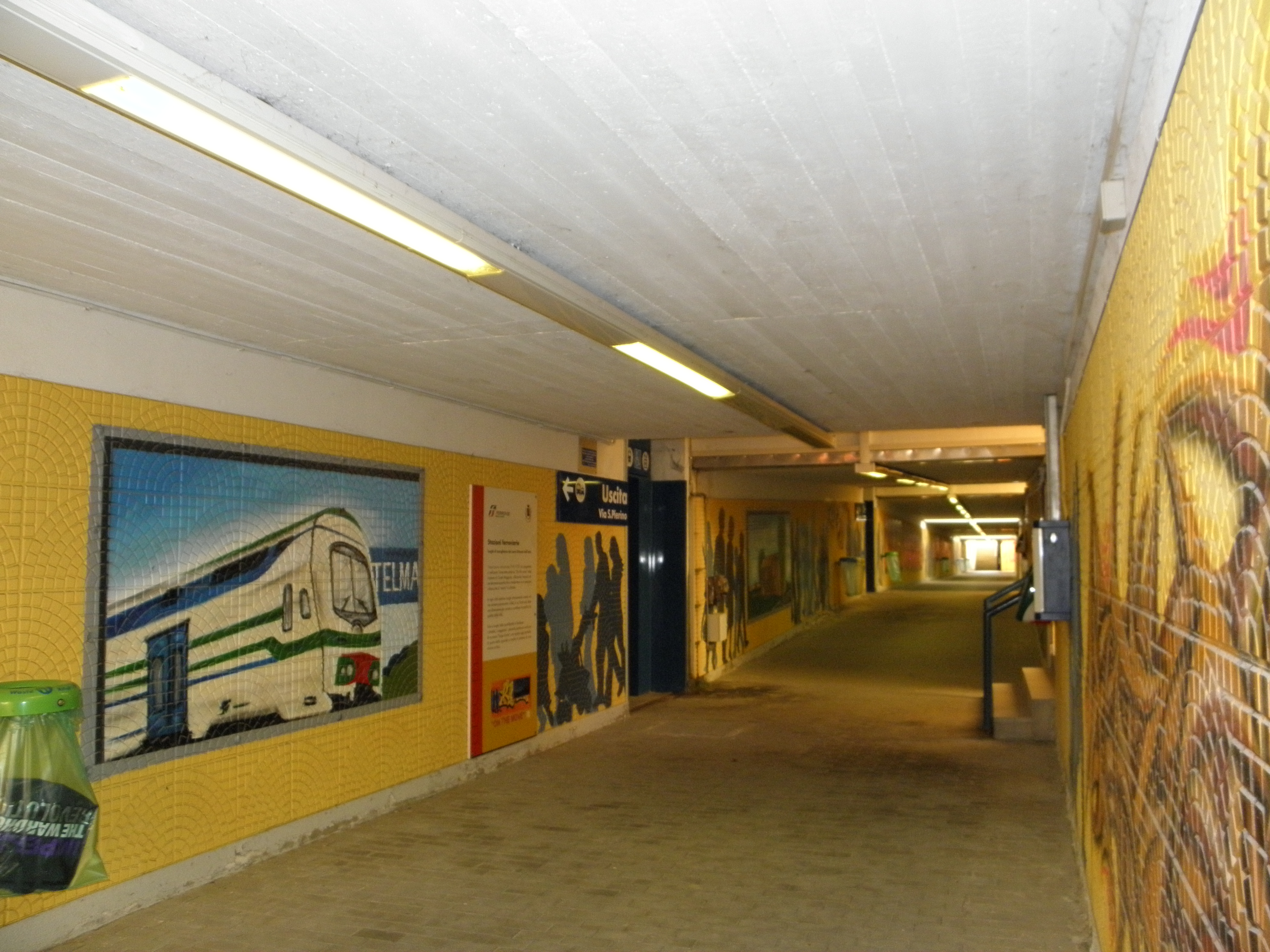
Sottopasso della stazione ferroviaria di Castel Maggiore

Torre Frascari 1 in costruzione a Castel Maggiore

Il servizio di trasporto pubblico a Castel Maggiore è assicurato dalle autocorse urbane (prolungamenti festivi), suburbane e interurbane svolte dalla società TPER.
Il comune è inoltre servito dalla stazione di Castelmaggiore e dalla stazione di Bologna Corticella, entrambe servite dalla linea S4A del servizio ferroviario metropolitano di Bologna.
Dal 1889 al 1955 la frazione Trebbo ospitò una stazione della tranvia Bologna-Pieve di Cento, intensamente utilizzata sia per il traffico pendolare fra la campagna e gli opifici bolognesi che per il trasporto delle barbabietole da zucchero, allora fra i principali prodotti agricoli della zona.

## Amministrazione
| Primo cittadino    | Partito        | Partito                            | Partito                            | Partito                            | Mandato        | Mandato        | Elezione       |
| Primo cittadino    | Partito        | Partito                            | Partito                            | Partito                            | Inizio         | Fine           | Elezione       |
| ------------------ | -------------- | ---------------------------------- | ---------------------------------- | ---------------------------------- | -------------- | -------------- | -------------- |
| Amedeo Servisi     |                | Partito Comunista Italiano         | Partito Comunista Italiano         | Partito Comunista Italiano         | 1946           | 1951           | Elezioni 1946  |
| Mario Mazzacurati  |                | Partito Comunista Italiano         | Partito Comunista Italiano         | Partito Comunista Italiano         | 1951           | 1956           | Elezioni 1951  |
| Carlo Garulli      |                | Partito Socialista Italiano        | Partito Socialista Italiano        | Partito Socialista Italiano        | 1956           | 1960           | Elezioni 1956  |
| Carlo Garulli      | 1960           | Partito Socialista Italiano        | Partito Socialista Italiano        | Partito Socialista Italiano        | 1965           | Elezioni 1960  |                |
| Carlo Garulli      | 1965           | Partito Socialista Italiano        | Partito Socialista Italiano        | Partito Socialista Italiano        | 1970           | Elezioni 1965  |                |
| Amedeo Mazzoni     |                | Partito Comunista Italiano         | Partito Comunista Italiano         | Partito Comunista Italiano         | 1970           | 1975           | Elezioni 1970  |
| Amedeo Mazzoni     | 1975           | Partito Comunista Italiano         | Partito Comunista Italiano         | Partito Comunista Italiano         | 1980           | Elezioni 1975  |                |
| Renzo Maresti      |                | Partito Comunista Italiano         | Partito Comunista Italiano         | Partito Comunista Italiano         | 1980           | 25 giugno 1985 | Elezioni 1980  |
| Renzo Maresti      | 25 giugno 1985 | Partito Comunista Italiano         | Partito Comunista Italiano         | Partito Comunista Italiano         | 15 luglio 1986 | Elezioni 1985  |                |
| Mauro Grazia       |                | Partito Comunista Italiano         | Partito Comunista Italiano         | Partito Comunista Italiano         | 15 luglio 1986 | Elezioni 1985  | 27 giugno 1990 |
| Mauro Grazia       | 27 giugno 1990 | Partito Comunista Italiano         | Partito Comunista Italiano         | Partito Comunista Italiano         | 24 marzo 1992  | Elezioni 1990  |                |
| Gabriella Ercolini |                | Partito Democratico della Sinistra | Partito Democratico della Sinistra | Partito Democratico della Sinistra | 24 marzo 1992  | Elezioni 1990  | 24 aprile 1995 |
| Primo cittadino    | Partito        | Partito                            | Coalizione                         | Coalizione                         | Mandato        | Mandato        | Elezione       |
| Primo cittadino    | Partito        | Partito                            | Coalizione                         | Coalizione                         | Inizio         | Fine           | Elezione       |
| Gabriella Ercolini |                | Democratici di Sinistra            |                                    | PDS                                | 24 aprile 1995 | 14 giugno 1999 | Elezioni 1995  |
| Gabriella Ercolini |                | Democratici di Sinistra            | L'Ulivo                            | 14 giugno 1999                     | 14 giugno 2004 | Elezioni 1999  |                |
| Marco Monesi       |                | Democratici di Sinistra            |                                    | DS-DL-PRC                          | 14 giugno 2004 | 8 giugno 2009  | Elezioni 2004  |
| Marco Monesi       |                | Partito Democratico                |                                    | PD-IdV-FdS                         | 8 giugno 2009  | 28 maggio 2014 | Elezioni 2009  |
| Belinda Gottardi   |                | Partito Democratico                |                                    | PD-SEL                             | 28 maggio 2014 | 28 maggio 2019 | Elezioni 2014  |
| Belinda Gottardi   |                | Partito Democratico                | PD-Lista civica                    | 28 maggio 2019                     | 25 giugno 2024 | Elezioni 2019  |                |
| Luca Vignoli       |                | Indipendente                       |                                    | Lista civica                       | 25 giugno 2024 | in carica      | Elezioni 2024  |

### Gemellaggi
- Ingré

## Sport
La locale polisportiva Progresso Castel Maggiore ha militato negli anni 2000 nella Serie A2 di pallacanestro maschile. La sezione calcistica della stessa milita dal 2019 in Serie D.